# 196772 Fritzleiber
196772 Fritzleiber este o planetă minoră (asteroid) din centura de asteroizi. A fost descoperită pe 23 septembrie 2003 la Saint-Sulpice de Bernard Christophe⁠(d). 
Obiectul prezintă o orbită caracterizată de o semiaxă mare de 2,8427591808405 UAi, o excentricitate de 0,07, o înclinație de 1,3 ° în raport cu ecliptica.